# L'Arme du crocodile
L'Arme du crocodile est le 26e album des aventures d'Achille Talon, sorti en 1980. 

## Résumé
Confrontés à des abeilles détruisant les fleurs qu'elles butinent, ainsi que le houblon, Achille, Lefuneste et Papa Talon, accompagnés de Pétard, partent se renseigner, dans une ville soumise à la pénurie d'essence. Arrivés au parc et alors que leurs quotidiens favoris sont sans réponses à leurs questions, le canard de Talon se fait agresser par un de ses congénères. Il est alors repêché par un Anglais nommé Sylvester-Perceval Honeywax, spécialiste des abeilles, qui place ensuite un émetteur sur l'une d'entre elles, retrouvée noyée dans la bière de Papa Talon. 
Poursuivant l'abeille, le groupe perd de vue l'Anglais mais réussit à suivre sa piste grâce au flair de Pétard. Ils tombent alors sur une station-service que son propriétaire a été contraint de céder à la Bzz, seule compagnie fournissant encore du carburant. Ils sont alors agressés par deux pompistes de cette compagnie, croisés auparavant, qui veulent les empêcher de poursuivre leurs investigations. Ayant neutralisé ces assaillants, ils se dirigent alors vers le domicile de M. Gavial, propriétaire de la compagnie. Ayant réussi à pénétrer la propriété, ils sont repoussés par une attaque d'abeilles vers le lieu où est retenu prisonnier Honeywax, contraint de travailler pour Gavial. Il leur explique alors que le comportement des abeilles est dû à une manipulation de celles-ci par l'homme d'affaires, qui leur fait produire du carburant à la place du miel. Grâce à un produit concocté en secret par l'Anglais, faisant consommer du sucre aux abeilles, les Talon et Lefuneste réussissent cependant à inverser ce processus.